# 施泰特伦
斯泰特倫是瑞士的城鎮，位於該國中西部，由伯恩州負責管轄，面積3.52平方公里，海拔高度570米，2011年人口2,890，七成人口信奉基督教，人口密度每平方公里821人。